# آگوستو ماینگویاگ
آگوستو ماینگویاگ (انگلیسی: Augusto Mainguyague؛ زادهٔ ۱۰ سپتامبر ۱۹۸۵) بازیکن فوتبال اهل آرژانتین است.
از باشگاه‌هایی که در آن بازی کرده‌است می‌توان به باشگاه فوتبال نیولز اولد بویز اشاره کرد.